# Music for the Masses Tour
 (août 2019).
Si vous disposez d'ouvrages ou d'articles de référence ou si vous connaissez des sites web de qualité traitant du thème abordé ici, merci de compléter l'article en donnant les références utiles à sa vérifiabilité et en les liant à la section « Notes et références ».
Tournées par Depeche Mode
Black Celebration Tour
(1986) World Violation Tour (1990)
Music for the Masses Tour est une tournée mondiale du groupe anglais de musique électronique Depeche Mode qui débute le 22 octobre 1987 à Madrid en Espagne et qui se termine le 18 juin 1988 devant les 75 000 spectateurs du Rose Bowl de Pasadena aux États-Unis où a été enregistré le fameux album live 101.
La tournée promeut le sixième album du groupe, Music for the Masses.
La tournée a lieu en plusieurs parties : en 1987, 19 dates européennes en octobre et novembre et 11 en Amérique du Nord en décembre ; en 1988, 36 dates en Europe entre janvier et mars, 4 au Japon en avril puis 31 dates en Amérique du Nord de fin avril au 18 juin.
Le groupe se produit derrière le Rideau de fer à Berlin-Est, Budapest et Prague.

## Setlist
| Europe, Amérique du Nord (1re partie) | Asie, Amérique du Nord (2e partie) |
| --- | --- |
| 1. Pimpf (Intro) 2. Behind the Wheel 3. Strangelove 4. Sacred 5. Something to Do 6. Blasphemous Rumours 7. Stripped 8. Pipeline 9. The Things You Said 10. It Doesn't Matter (uniquement joué lors des dates multiples) 11. Black Celebration 12. Shake the Disease 13. Nothing 14. Pleasure, Little Treasure 15. Just Can't Get Enough (uniquement joué lors des dates multiples) 16. People Are People 17. A Question of Time 18. Never Let Me Down Again Premier rappel 19. A Question of Lust 20. Master and Servant Second rappel 21. Everything Counts | 1. Pimpf (Intro) 2. Behind the Wheel 3. Strangelove 4. Sacred 5. Something to Do 6. Blasphemous Rumours 7. Stripped 8. Never Turn Your Back on Mother Earth (reprise des Sparks) 9. Somebody 10. The Things You Said 11. It Doesn't Matter (uniquement joué lors des dates multiples) 12. Black Celebration 13. Shake the Disease 14. Nothing 15. Pleasure, Little Treasure 16. Master and Servant ou People Are People 17. A Question of Time 18. Never Let Me Down Again Premier rappel 19. A Question of Lust 20. Just Can't Get Enough (dans le second rappel au dernier concert à Pasadena) 21. Master and Servant (joué à ce moment quand People Are People est joué dans le set principal) Second rappel 22. Everything Counts |

## Dates
| Date              | Ville                 | Pays                 | Lieu                                                 |
| ----------------- | --------------------- | -------------------- | ---------------------------------------------------- |
| Europe            |                       |                      |                                                      |
| 22 octobre 1987   | Madrid                | Espagne              | Pabellón de la Ciudad Deportiva del Real Madrid (en) |
| 23 octobre 1987   | Barcelone             | Espagne              | Palau Blaugrana                                      |
| 25 octobre 1987   | Munich                | Allemagne de l'Ouest | Olympiahalle                                         |
| 26 octobre 1987   | Bologne               | Italie               | PalaDozza (en)                                       |
| 27 octobre 1987   | Rome                  | Italie               | PalaEUR                                              |
| 29 octobre 1987   | Turin                 | Italie               | PalaRuffini (en)                                     |
| 30 octobre 1987   | Milan                 | Italie               | Palatrussardi                                        |
| 2 novembre 1987   | Stuttgart             | Allemagne de l'Ouest | Hanns-Martin-Schleyer-Halle                          |
| 3 novembre 1987   | Francfort-sur-le-Main | Allemagne de l'Ouest | Festhalle                                            |
| 4 novembre 1987   | Essen                 | Allemagne de l'Ouest | Grugahalle (en)                                      |
| 6 novembre 1987   | Cologne               | Allemagne de l'Ouest | Sporthalle                                           |
| 7 novembre 1987   | Hanovre               | Allemagne de l'Ouest | Messehalle Hanover (en)                              |
| 9 novembre 1987   | Berlin-Ouest          | Allemagne de l'Ouest | Deutschlandhalle                                     |
| 11 novembre 1987  | Ludwigshafen          | Allemagne de l'Ouest | Friedrich-Ebert-Halle                                |
| 12 novembre 1987  | Zurich                | Suisse               | Hallenstadion                                        |
| 13 novembre 1987  | Lausanne              | Suisse               | Halle des Fêtes                                      |
| 16 novembre 1987  | Paris                 | France               | Palais omnisports de Paris-Bercy                     |
| 17 novembre 1987  | Paris                 | France               | Palais omnisports de Paris-Bercy                     |
| 18 novembre 1987  | Paris                 | France               | Palais omnisports de Paris-Bercy                     |
| Amérique du Nord  |                       |                      |                                                      |
| 1er décembre 1987 | Daly City             | États-Unis           | Cow Palace                                           |
| 4 décembre 1987   | Inglewood             | États-Unis           | The Forum                                            |
| 5 décembre 1987   | Inglewood             | États-Unis           |                                                      |
| 7 décembre 1987   | San Diego             | États-Unis           | San Diego Sports Arena                               |
| 8 décembre 1987   | Chandler              | États-Unis           | Compton Terrace (en)                                 |
| 10 décembre 1987  | Dallas                | États-Unis           | Reunion Arena                                        |
| 12 décembre 1987  | Chicago               | États-Unis           | UIC Pavilion                                         |
| 14 décembre 1987  | Toronto               | Canada               | Maple Leaf Gardens                                   |
| 15 décembre 1987  | Montréal              | Canada               | Forum de Montréal                                    |
| 17 décembre 1987  | Fairfax               | États-Unis           | Patriot Center (en)                                  |
| 18 décembre 1987  | New York              | États-Unis           | Madison Square Garden                                |
| Europe            |                       |                      |                                                      |
| 9 janvier 1988    | Newport               | Royaume-Uni          | Newport Centre (en)                                  |
| 11 janvier 1988   | Londres               | Royaume-Uni          | Wembley Arena                                        |
| 12 janvier 1988   | Londres               | Royaume-Uni          | Wembley Arena                                        |
| 15 janvier 1988   | Birmingham            | Royaume-Uni          | NEC Arena                                            |
| 16 janvier 1988   | Whitley Bay           | Royaume-Uni          | Whitley Bay Ice Rink (en)                            |
| 17 janvier 1988   | Édimbourg             | Royaume-Uni          | Edinburgh Playhouse                                  |
| 19 janvier 1988   | Manchester            | Royaume-Uni          | Greater Manchester Exhibition Centre                 |
| 20 janvier 1988   | Sheffield             | Royaume-Uni          | Sheffield City Hall (en)                             |
| 21 janvier 1988   | Bradford              | Royaume-Uni          | St George's Hall (en)                                |
| 23 janvier 1988   | Bournemouth           | Royaume-Uni          | Bournemouth International Centre (en)                |
| 24 janvier 1988   | Brighton              | Royaume-Uni          | Brighton Centre (en)                                 |
| 6 février 1988    | Hambourg              | Allemagne de l'Ouest | Alsterdorfer Sporthalle (en)                         |
| 7 février 1988    | Hambourg              | Allemagne de l'Ouest | Alsterdorfer Sporthalle (en)                         |
| 9 février 1988    | Dortmund              | Allemagne de l'Ouest | Westfalenhallen                                      |
| 10 février 1988   | Oldenbourg            | Allemagne de l'Ouest | Weser-Ems Halle (en)                                 |
| 12 février 1988   | Stockholm             | Suède                | Johanneshovs Isstadion                               |
| 13 février 1988   | Göteborg              | Suède                | Scandinavium                                         |
| 15 février 1988   | Drammen               | Norvège              | Drammenshallen (en)                                  |
| 17 février 1988   | Copenhague            | Danemark             | Valby-Hallen (en)                                    |
| 18 février 1988   | Copenhague            | Danemark             | Valby-Hallen (en)                                    |
| 19 février 1988   | Kiel                  | Allemagne de l'Ouest | Ostseehalle                                          |
| 21 février 1988   | Bruxelles             | Belgique             | Forest National                                      |
| 23 février 1988   | Lille                 | France               | Espace Foire                                         |
| 25 février 1988   | Brest                 | France               | Parc des expositions de la Penfeld                   |
| 26 février 1988   | Nantes                | France               | Parc des expositions de la Beaujoire                 |
| 27 février 1988   | Bordeaux              | France               | Patinoire de Mériadeck                               |
| 29 février 1988   | Toulouse              | France               | Palais des Sports                                    |
| 1er mars 1988     | Montpellier           | France               | Zénith Sud                                           |
| 2 mars 1988       | Lyon                  | France               | Palais des Sports de Gerland                         |
| 4 mars 1988       | Besançon              | France               | Palais des sports                                    |
| 5 mars 1988       | Strasbourg            | France               | Rhénus Sport                                         |
| 7 mars 1988       | Berlin-Est            | Allemagne de l'Est   | Werner-Seelenbinder-Halle (en)                       |
| 9 mars 1988       | Budapest              | Hongrie              | Budapest Sportcsarnok                                |
| 10 mars 1988      | Budapest              | Hongrie              | Budapest Sportcsarnok                                |
| 11 mars 1988      | Prague                | Tchécoslovaquie      | Sportovní hala                                       |
| 13 mars 1988      | Vienne                | Autriche             | Wiener Stadthalle                                    |
| Asie              |                       |                      |                                                      |
| 18 avril 1988     | Osaka                 | Japon                | Festival Hall                                        |
| 19 avril 1988     | Nagoya                | Japon                | Aichi Kōsei Nenkin Kaikan (en)                       |
| 21 avril 1988     | Tokyo                 | Japon                | NHK Hall                                             |
| 22 avril 1988     | Tokyo                 | Japon                | NHK Hall                                             |
| Amérique du Nord  |                       |                      |                                                      |
| 29 avril 1988     | Mountain View         | États-Unis           | Shoreline Amphitheatre                               |
| 30 avril 1988     | Sacramento            | États-Unis           | Cal Expo Amphitheatre (en)                           |
| 2 mai 1988        | Seattle               | États-Unis           | Seattle Center Coliseum                              |
| 4 mai 1988        | Vancouver             | Canada               | Pacific Coliseum                                     |
| 5 mai 1988        | Portland              | États-Unis           | Portland Civic Auditorium (en)                       |
| 6 mai 1988        | Portland              | États-Unis           | Portland Civic Auditorium (en)                       |
| 8 mai 1988        | Salt Lake City        | États-Unis           | Salt Palace                                          |
| 9 mai 1988        | Denver                | États-Unis           | McNichols Sports Arena                               |
| 11 mai 1988       | Austin                | États-Unis           | Frank Erwin Center                                   |
| 13 mai 1988       | Arlington             | États-Unis           | Music Mill Ampitheater                               |
| 14 mai 1988       | Houston               | États-Unis           | Southern Star Amphitheatre (en)                      |
| 15 mai 1988       | La Nouvelle-Orléans   | États-Unis           | Lakefront Arena (en)                                 |
| 17 mai 1988       | Cedar Rapids          | États-Unis           | Five Seasons Center (en)                             |
| 18 mai 1988       | Minneapolis           | États-Unis           | Northrop Auditorium (en)                             |
| 20 mai 1988       | Hoffman Estates       | États-Unis           | Poplar Creek Music Theater (en)                      |
| 21 mai 1988       | Clarkston             | États-Unis           | Pine Knob Music Theater (en)                         |
| 22 mai 1988       | Cincinnati            | États-Unis           | Riverbend Music Center (en)                          |
| 24 mai 1988       | Nashville             | États-Unis           | Starwood Amphitheatre (en)                           |
| 25 mai 1988       | Austell               | États-Unis           | Southern Star Amphitheatre                           |
| 27 mai 1988       | Philadelphie          | États-Unis           | Spectrum                                             |
| 28 mai 1988       | Columbia              | États-Unis           | Merriweather Post Pavilion                           |
| 30 mai 1988       | Cuyahoga Falls        | États-Unis           | Blossom Music Center (en)                            |
| 1er juin 1988     | East Rutherford       | États-Unis           | Brendan Byrne Arena                                  |
| 3 juin 1988       | Wantagh               | États-Unis           | Jones Beach Theater (en)                             |
| 4 juin 1988       | Wantagh               | États-Unis           | Jones Beach Theater (en)                             |
| 7 juin 1988       | Mansfield             | États-Unis           | Great Woods (en)                                     |
| 8 juin 1988       | Montréal              | Canada               | Forum de Montréal                                    |
| 9 juin 1988       | Toronto               | Canada               | Stade de l'Exposition nationale                      |
| 11 juin 1988      | Pittsburgh            | États-Unis           | Palumbo Center (en)                                  |
| 15 juin 1988      | Chandler              | États-Unis           | Compton Terrace (en)                                 |
| 18 juin 1988      | Pasadena              | États-Unis           | Rose Bowl                                            |